# John A. Focht
John Arnold Focht junior (* 31. August 1923 in Rockwall, Texas; † 22. Oktober 2010 in Houston, Texas) war ein US-amerikanischer Bauingenieur (Geotechnik).
Focht studierte an der University of Texas at Austin (Bachelor 1944) und der Harvard University (Masterabschluss 1947). Danach war er bis 1953 in der Abteilung Bodenmechanik der Waterways Experimental Station des United States Army Corps of Engineers in Vicksburg, Mississippi. Ab 1953 war er bei McClelland Engineers (gegründet von Bramlette McClelland), wo er Vizepräsident war und 1987 bis 1990 Vorstandsvorsitzender.
In der Forschung beschäftigte er sich insbesondere mit der Tragfähigkeit (unter vertikalen und horizontalen Lasten) von Pfählen für Bohrinseln.
1993 war er Terzaghi Lecturer. 1957 und 1976 erhielt er den Middlebrooks Award der American Society of Civil Engineers (ASCE) und außerdem den State of the Art Award der ASCE. Er war Mitglied der National Academy of Engineering.